# Прямохвостая качурка
Прямохвостая качурка, или брита́нская качу́рка (лат. Hydrobates pelagicus), — вид самых маленьких морских птиц отряда буревестникообразных.

## Описание

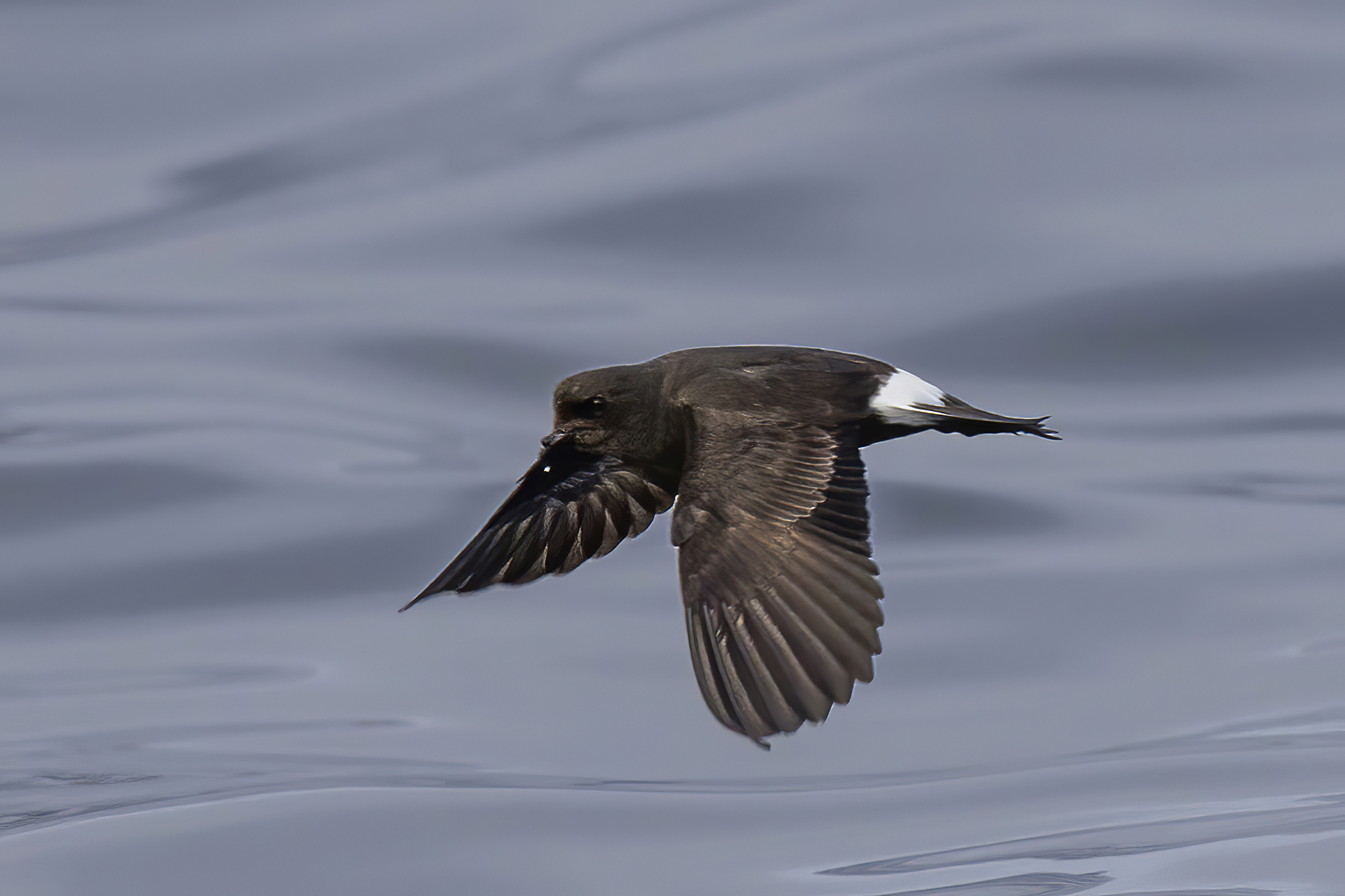
В полёте

Прямохвостая качурка достигает длины 14—17 см и массы от 20 до 38 г (в среднем 28 г); размах крыльев варьирует от 36 до 39 см; является самой маленькой морской птицей из всех существующих. Оперение чёрное, надхвостье белое, на крыльях светлая полоса. Ноги чёрные.

## Местообитание
Обитает на труднодоступных островах Северной Атлантики и в западной части Средиземноморья. Основная популяция расположена в западной Ирландии, на северо-западе Шотландии и Фарерских островах, где на острове Ноульсой находится крупнейшая в мире колония этих птиц. На Фарерских островах было окольцовано примерно 30 000 британских качурок. На зимовку птицы перелетают на юг Африки.

## Образ жизни
Прямохвостая качурка почти всю свою жизнь проводит в открытом море, появляясь на суше только для продолжения рода. Она обладает отлично развитым чувством обоняния, которое использует днём для поиска корма, а ночью для поиска гнездовья. На суше её можно увидеть парящей над колонией только в период гнездования.

## Питание
Британская качурка питается планктоном (криль), мелкой рыбой и головоногими, которых она вылавливает, пролетая над водой.

## Размножение

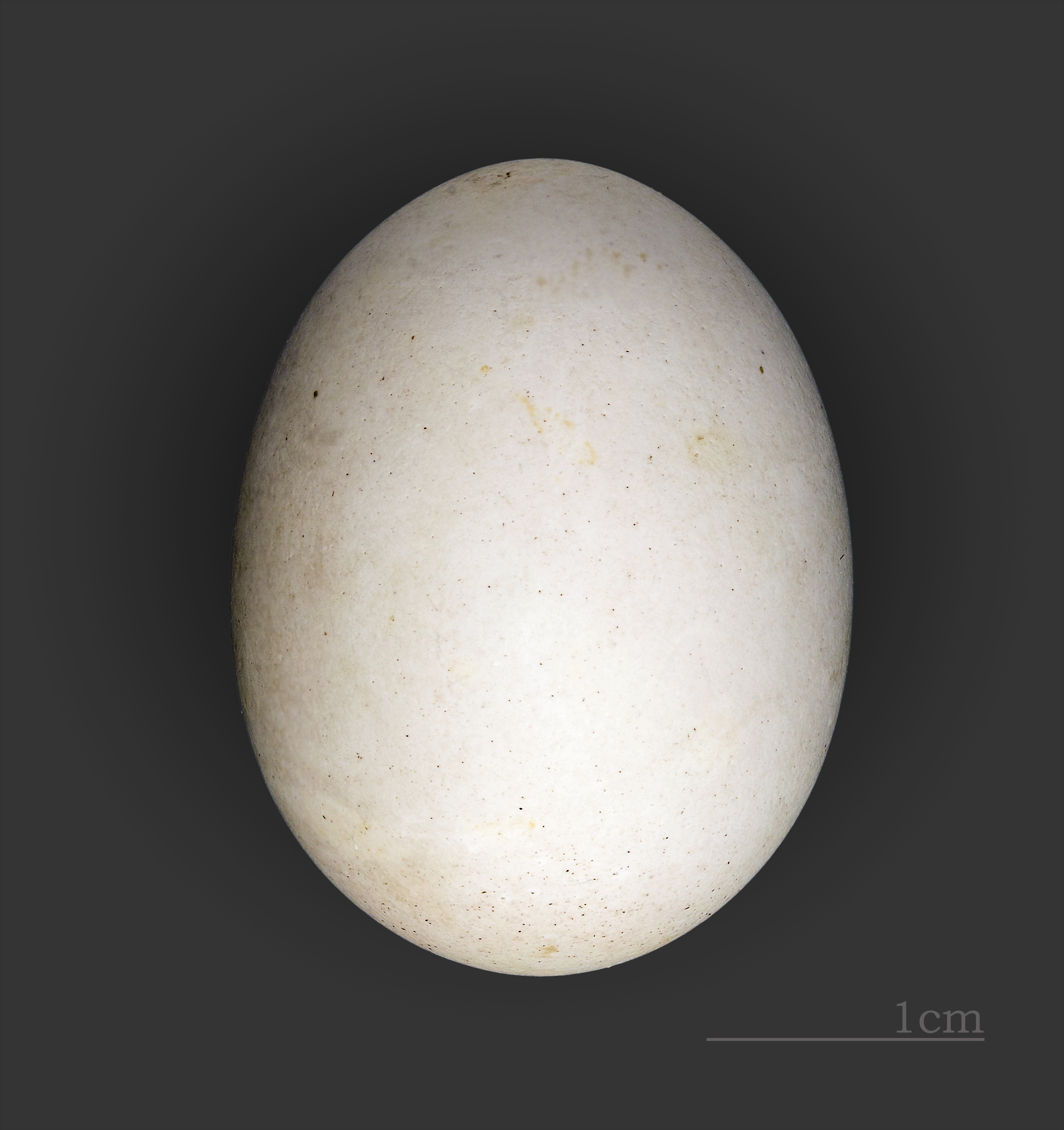
Яйцо прямохвостой качурки Hydrobates pelagicus

Первые британские качурки возвращаются с юга Африки на Фареры в конце мая. Их гнездовья часто расположены среди камней. В июле — августе птицы откладывают одно большое, белое яйцо весом около 7 г., которое затем высиживают в течение 40 дней. Потомство выкармливают каждую ночь примерно в течение 50 дней, пока оно не насытится. Затем взрослые особи покидают птенцов. За 8—12 дней те так много теряют в весе, что могут подняться на крыло и пуститься в долгое путешествие в южную Африку. Молодые птицы возвращаются домой, когда им исполнится два года. Размножаться начинают в возрасте 3—4 лет.

## Естественные враги
Злейший враг прямохвостой качурки — крыса, поедающая яйца и птенцов. Серебристая чайка (Larus argentatus) и короткохвостый поморник (Stercorarius parasiticus) охотятся на взрослых птиц. Но защита качурки от этих врагов состоит в том, что на гнездовье она возвращается с моря только, когда стемнеет. В некоторых местах домашние кошки также представляют большую опасность для прямохвостой качурки.
Когда прямохвостую качурку беспокоят, она защищается, выплёвывая из своего желудка жир. Прямохвостая качурка имеет характерный неприятный запах, который присущ большинству морских птиц.

## Прямохвостая качурка и человек
Исторические мореплаватели характеризовали прямохвостую качурку как птицу неудачи, которая вызывает шторм. В немецком и во многих других языках первый слог в названии птицы Sturm означает шторм. Причиной было то, что прямохвостых качурок часто видели после шторма. Второй слог в немецком языке Schwalbe означает ласточка, вероятно из-за узких и остроконечных крыльев, которые на первый взгляд делают птиц похожими на ласточек. Но спутать их невозможно из-за особенностей строения клюва и лап.
Во многих странах существовали мифы, в которых британские качурки являлись душами утонувших моряков, с которыми следовало установить добрые отношения. Запах птиц, похожий на запах печени рыбы, привёл в Норвегии к тому, что они получили название Lever — Lars (печень — Ларс). Из-за белого подхвостья прямохвостую качурку называют на Фарерах Drunnhviti: drunnur означает зад, а hvitur — белый цвет.

## Охрана
На острове Моуса в Шотландии организован заказник, в котором прямохвостая качурка включена в список охраняемых видов. В заказнике 6 760 пар, 8 % популяции Великобритании.

## Примечание
1. ↑  Коблик Е. А., Редькин Я. А., Архипов В. Ю. Список птиц Российской Федерации. — М.: Товарищество научных изданий КМК, 2006. — 256 с. — ISBN 5-87317-263-3.
2. ↑  Иванов А. И., Штегман Б. К. Краткий определитель птиц СССР. — 2-е изд., испр. и доп. — Л.: Наука, 1978. — 560 с. — (Определители по фауне СССР, издаваемые ЗИН АН СССР; вып. 115).
3. ↑  Бёме Р. Л., Флинт В. Е. Пятиязычный словарь названий животных. Птицы. Латинский, русский, английский, немецкий, французский / Под общ. ред. акад. В. Е. Соколова. — М.: Русский язык, РУССО, 1994. — С. 18. — 2030 экз. — ISBN 5-200-00643-0.
4. ↑   Gill F., Donsker D. & Rasmussen P.[англ.] (Eds.): Petrels, albatrosses (англ.). IOC World Bird List (v14.2) (14 августа 2024). doi:10.14344/IOC.ML.14.2. Дата обращения: 4 ноября 2024.
5. ↑  Sven Nilsson, Foglarna, 1858
6. ↑  Заказник «Моуса» Архивная копия от 20 октября 2013 на Wayback Machine.